# فرناند بيكار
فرناند بيكار هو سياسي كندي، ولد في 3 أبريل 1917 في مونتريال في كندا، وتوفي بنفس المكان في 1 أكتوبر 1986. حزبياً، نشط في حزب كيبيك الليبرالي. وقد انتخب عضو الجمعية الوطنية في كيبك ‏.